# Jaunde-Texte von Karl Atangana und Paul Messi
Jaunde-Texte von Karl Atangana und Paul Messi, nebst experimentalphonetischen Untersuchungen über die Tonhöhen im Jaunde und einer Einführung in die Jaundesprache ist ein Buch, das von Karl Atangana und Paul Messi geschrieben und 1919 vom Sprachwissenschaftler Martin Heppe herausgegeben wurde.
Atangana kompilierte das Buch, während er in der Hansestadt Hamburg lebte, von 1911 bis 1913. Es besteht aus seinen Briefen und aus der Folklore sowie aus den mündlichen Überlieferungen, die er als junger Ewondo-Junge in Westafrika vor der Errichtung der deutschen Kamerun-Kolonie erlernte. Es wurde in Hamburg im Jahre 1919 veröffentlicht. Heute bilden die Jaunde-Texte eine wichtige Quelle über die Geschichte der Ewondo und verwandter Völker wie den Beti-Prahuin.
Die Jaunde-Texte bieten auch Einblicke in den Glauben und den Charakter Atanganas. Er schrieb über seine Herrscher „To dare to approach the Germans it is necessary to abandon the traits which displease them, to become their friend and then be valued by them.“